# زارا واگن‌کنشت
زارا (سارا یا زهرا) واگن‌کنِشت (آلمانی: Sahra Wagenknecht, تلفظ آلمانی: [ˌza:ʁa: ˈva:ɡn̩ˌknɛçt]؛ زاده ۱۶ ژوئیهٔ ۱۹۶۹) سیاستمدار و نویسندهٔ آلمانی و عضو پارلمان بوندستاگ از حوزه انتخاباتی نوردراین-وستفالن و از مه ۲۰۱۲ نائب رئیس حزب چپ آلمان بود. او از اعضای پیشین جناح چپ آلمان بود و از منتقدان اصلی سیاست‌های حزب چپ آلمان است.
زارا واگن‌کنشت حاصل ازدواج پدری ایرانی و مادری آلمانی است. زارا از آن پس در برلین شرقی که آن زمان بخشی از آلمان شرقی بود، به همراه مادرش زندگی می‌کرد. او دانش‌آموخته فلسفه و ادبیات آلمانی و همچنین دکترای اقتصاد است. کتاب‌های زیادی از او تاکنون منتشر شده‌اند.
او از سال ۲۰۲۱ به خاطر درگیری فزاینده و ادامه‌دار درون حزب چپ آشکارا تشکیل حزب خود را مد نظر داشت. وی در ژانویه ۲۰۲۴ حزب ملی‌گرای چپ خود، ائتلاف زارا واگنکنشت را تأسیس کرد و در رای‌گیری پارلمان اروپا در ۹ ژوئن ۲۰۲۴ شش درصد آرا را از آن خود کرد. این نخستین بار در تاریخ احزاب آلمان است که یک حزب تنها شش ماه پس از تأسیس، بتواند به پارلمان راه بیابد.

## زندگی
زارا واگن‌کنشت در ۱۶ ژوئیه ۱۹۶۹ در شهر ینای آلمان شرقی از پدری ایرانی و مادری آلمانی زاده شد. مادر او برای توزیع کننده هنری دولتی کار می‌کرد. پدر او در زمان ۳ سالگی زارا آلمان را از طریق برلین غربی به سمت ایران ترک کرد، و از آن وقت دیگر هیچ خبری از او نشد. زارا در کودکی به دلیل داشتن موی تیره و پوست سبزه هدف توهین‌های نژادی بود. او آشنایی اندکی با زبان فارسی دارد. تا سال ۱۹۷۶ که او و مادرش به برلین شرقی نقل مکان کردند بیشتر پدربزرگ و مادربزرگ او از او نگهداری می‌کردند. او در برلین عضو جنبش جوانان آلمانی آزاد شد. زارا امتحانات آبیتور را در اوایل ۱۹۸۸ تکمیل کرد و در ۱۹۸۹ به (حزب حاکم وقت) حزب اتحاد سوسیالیستی آلمان پیوست.
واگن‌کنشت از سال ۱۹۹۰ در ینا و برلین فلسفه و ادبیات آلمانی تحصیل کرد. ولی پایان‌نامه ننوشت زیرا نتوانست برای اهداف تحقیقاتی خود در دانشگاه هومبولت برلین شرقی حامی پیدا کند؛ بنابراین به عنوان دانشجوی فلسفه در دانشگاه خرونینگن ثبت نام کرد، و تحصیلات خود را به پایان برد. او کارشناسی ارشد خود را در سال ۱۹۹۶ با پایان‌نامه‌ای در مورد تفسیر کارل مارکس جوان از گئورگ ویلهلم فریدریش هگل، به سرپرستی هانس هاینتز هولتز به پایان برد و در سال ۱۹۹۷ یک کتاب منتشر کرد. او از سال ۲۰۰۵ تا ۲۰۱۲ پایان‌نامه دکترای را دربارهٔ اقتصاد خرد در دانشگاه فناوری کمنیتس با عنوان محدودیت‌های انتخاب: حفظ تصمیمات و نیازهای اولیه در کشورهای توسعه یافته تکمیل کرد و با نمره ممتاز پایان‌نامه خود که بعداً از سوی کامپوس فرلاگ منتشر شد دفاع کرد.
زارا واگن‌کنشت در سال ۱۹۸۹ به حزب دموکراتیک سوسیالیستی آلمان پیوست و در سال ۲۰۰۴ از طرف این حزب وارد پارلمان اروپا شد. پس از ادغام حزب دموکراتیک سوسیالیستی آلمان با حزب کارگر وعدالت اجتماعی و تشکیل حزب چپ او نیز به این حزب پیوست. واگن‌کنشت ابتدا می‌خواست در حزب چپ، معاون حزب باشد. اما به دلیل اختلاف با سران حزب، از این کار منصرف شد. او سال ۲۰۰۹ از سوی این حزب وارد بوندستاگ شد و توانست سخنگوی حزب چپ در پارلمان شود. سرانجام واگن‌کنشت سال ۲۰۱۰ توانست با بیش از ۷۵ درصد آرا معاون حزب چپ شود. اما اختلاف او با سران حزب ادامه یافت و باعث جدایی او از حزب در اکتبر ۲۰۲۳ شد.
با افزایش محبوبیت در شرق آلمان، او در ژانویه ۲۰۲۴ حزب خود، ائتلاف زارا واگنکنشت را تأسیس کرد.

## مواضع سیاسی
زارا واگنکنشت سیاستمداری جنجالی است که در هیچ حزبی جز حزبی که خودش تأسیس کرده نتوانسته فعالیت کند. او اعتقاد دارد مردم از احزاب اصلی چپ و سبزهای آلمان روی گردانده‌اند؛ زیرا خواسته واقعی مردم را دنبال نمی‌کنند و بجای تمرکز بر مشکلات داخلی به دنبال حل مشکلات جهان هستند. زارا واگنکنشت را سیاستمداری عوام‌گرا می‌شناسند. او با استفاده از ضعیف شدن احزاب اصلی، به دنبال ملغمه‌ای از سیاست‌های اقتصادی چپ (برابری و کاهش شکاف طبقاتی و افزایش حداقل دستمزد) و سیاست‌های فرهنگی راست (مخالفت با مهاجران و کمک به اوکراین) برای جلب نظر افراد بیشتر است.
او تفاوت‌های زیادی هم با احزاب راست دارد؛ مثلاً بر خلاف حزب راست افراطی «آلترناتیو برای آلمان» مخالف خروج از ناتو و اتحادیه اروپا و مدافع جدی اصول دموکراسی از جمله آزادی بیان است.
سارا واگنر، استاد دانشگاه کویینز در بلفاست به بی‌بی‌سی می‌گوید حزب اتحاد واگنکنشت می‌تواند بخشی از آرای راست افراطی را در آلمان جذب کند و از روند رو به رشد ای‌اف‌دی که یک حزب دست راستی است بکاهد.
در انتخابات‌های اخیر حزب راستگرای افراطی ای‌اف‌دی یا «آلترناتیو برای آلمان» در شرق موفقیت چشمگیری به دست آورده و طبق نظرسنجی‌ها در ایالت‌هایی مثل تورینگن، زاکسن و براندنبورگ از احزاب جریان اصلی جلو زده و رتبه اول را گرفته است. این اولین بار بعد از جنگ جهانی دوم است که یک حزب دست راستی افراطی در آلمان به چنین موفقیتی می‌رسد و در کل کشور و نه فقط شرق به عنوان یکی از پرطرفدارترین احزاب محسوب می‌شود. حزب آلترناتیو هم مانند حزب خانم واگنکنشت حزبی نوپا است که کمی بیش از یک دهه از عمر آن نمی‌گذرد.
شاخص سالانه اندیشکده تیمبرو در سوئد از روند پوپولیسم اقتدارگرا در اروپا نشان می‌دهد در انتخابات پارلمانی ۲۰۲۴ احزاب پوپولیست موفقیت چشمگیری داشته‌اند و این روندی است که گرچه از سه دهه قبل شروع شده اما در برخی از کشورهای اروپایی سرعت آن بیشتر بوده است. حزب ای‌اف‌دی در آلمان و کنفدراسیون در لهستان از جمله این احزاب راست افراطی هستند.
حزب اتحاد زارا واگنکنشت در زمان تأسیس حدود یک میلیون و پانصد هزار دلار در صندوق داشته که احتمالاً در زمان انتخابات اتحادیه اروپا و سپس انتخابات ایالتی این مقدار بیشتر هم شده است. با این حال تجربه فعالیت احزاب در آلمان نشان داده احزاب متکی به افراد اقبال چندان زیادی برای موفقیت ندارند مانند حزبی که یک قاضی آلمانی به نام رانلد شیل در سال ۲۰۰۰ میلادی تأسیس کرد.

### اقتصاد
زارا واگن‌کنشت می‌خواهد حزب چپ آلمان اهداف رادیکال و سرمایه‌داری‌ستیزانه را تعقیب کند، و از احزاب میانه‌روتر مانند سوسیال دموکرات و اتحاد ۹۰/سبزها متمایز شود. او از شرکت حزب چپ در حکومت‌های ائتلافی، مخصوصاً در حکومت ایالتی برلین که هزینه‌کرد اجتماعی را کاهش داده و برخی خدمات را خصوصی‌سازی کرده انتقاد کرده است.

### سیاست خارجی
در سال ۲۰۱۷ زارا واگن‌کشت خواهان انحلال ناتو و یک توافق امنیتی جدید شد که آلمان و روسیه را پیوند می‌دهد. واگنکشت در سراسر پیشنیه حرفه‌ای خود خواهان رابطه نزدیکتر با روسیه بوده است. در سال ۱۹۹۲ او نوشتاری در تمجید از روسیه استالینستی منتشر کرد. اما در سال ۲۰۱۷ گفت دیگر اعتقادی به آن ندارد.
زارا واگن‌کنشت از اوج‌گیری رهبران چپ‌گرا در آمریکای لاتین، مانند هوگو چاوز، و پیروزی سیریزا در انتخابات ۲۰۱۵ یونان تمجید کرده است. او سخنگوی شبکه همبستگی آوانزای ونزوئلا و عضو علی‌البدل هیئت پارلمان اروپا برای روابط با بازار مشترک کشورهای آمریکای جنوبی است.
در سال ۲۰۱۰ او از تشویق ایستاده شیمون پرز نخست‌وزیر اسرائیل و برنده جایزه صلح نوبل در سخنرانی او در بوندستاگ در روز یادبود هولوکاست و شجاعت خودداری کرد.

#### حمله روسیه به اوکراین
پیش از حمله روسیه به اوکراین زارا واگن‌کشت حامی روسیه و رئیس‌جمهور آن ولادیمیر پوتین بود و استدلال می‌کرد در حالی که ایالات متحده آمریکا در حال تحریک حمله به اوکراین بود، روسیه در واقع نفعی در پیشروی به سوی اوکراین نداشت. پس از این که روسیه در سال ۲۰۲۲ تهاجم گسترده‌ای را شروع کرد، واگن‌کنشت گفت قضاوت او اشتباه بوده است. واگن‌کشت در یک سخنرانی در سپتامبر ۲۰۲۲ با تحریم‌ها علیه روسیه بر سر حمله روسیه به اوکراین مخالفت کرد، و حکومت آلمان را به به راه انداختن یک جنگ اقتصادی بی‌سابقه علیه مهم‌ترین تأمین کننده انرژی آلمان متهم کرد. این سخنرانی تحسین برخی در حزب آلترناتیو برای آلمان را برانگیخت.
او حزب سبز آلمان را یک حزب جنگ‌طلب می‌خواند؛ زیرا این حزب از اوکراین در جنگ با روسیه پشتیبانی کرده است. او خواهان فاصله گرفتن سیاست خارجی آلمان از آمریکا است. منتقدانش او را به همراهی با روسیه متهم می‌کنند. زارا واگنکنشت در پاسخ می‌گوید به ولادیمیر پوتین اعتماد ندارد. اما او را درک می‌کند که مخالف گسترش ناتو به شرق است. او می‌گوید ناتو به جای آنکه گسترش صلح، آتش جنگ را شعله‌ور می‌کند. به اعتقاد او برای نجات جان افراد گرفتار در جنگ راهی جز گفتگو وجود ندارد.

#### ایران
زارا واگن‌کنشت در سال ۲۰۰۷ از جهان غرب و به‌ویژه آمریکا انتقاد کرده بود که به بهانه برنامه هسته‌ای ایران در حال آماده کردن مقدمات جنگ با ایران بودند. او گفته بود: «آنچه برای کشورهای دیگر مجاز است. برای ایران ممنوع است و آنچه در ایران مورد انتقاد است، در کشورهای دیگر جایز است و اجرا هم می‌شود. تازه، این در حالی است که هنوز کسی نتوانسته ثابت کند این کشور در حال ساختن بمب اتم است؛ بنابراین اینجا صحبت بر سر توقف تسلیحاتی اتمی ایران نیست، بلکه صحبت برسر تسلط بی‌چون و چرا و نامحدود آمریکا بر منطقه است.» زارا واگن‌کنشت همزمان سیاست خارجی تهاجمی ایران به‌ویژه دربارهٔ اسرائیل را تحریک‌آمیز و به زیان مردم خواند و گفت: «ایران باید در مسائل اتمی خود به مسیری گام بگذارد که در آن کاملاً شفاف نشان داده شود که اهداف صلح‌جویانه دارد. نباید خود را به دام تحریکات بیاندازند.»
موضعش دربارهٔ غزه یکی دیگر از دلایل اختلاف و انتقاد حزب دی‌لینک از او بود که در ۲۳ اکتبر ۲۰۲۳ غزه را «زندان در فضای باز» خوانده بود. او همچنین اسرائیل را به یک «جنگ بی‌رحمانه» متهم کرده بود؛ ضمن آنکه اسکار لافونتین، همسرش هم گفته بود اسرائیل مشغول «جنایات جنگی» است.

### پناهندگان
زارا واگن‌کنشت از مخالفان جدی پذیرش مهاجران است. گروه‌هایی که خود را ضد فاشیسم می‌خوانند در مراسم و سخنرانی‌های انتخاباتی با رنگ و کیک به او حمله می‌کنند.
در پاسخ به حمله‌های جنسی شب سال نو در آلمان، زارا واگن‌کنشت گفت هر کسی که از حق مهمان‌نوازی خود سوءاستفاده کند حق مهمان نوازی‌اش را از دست داده است. این بیانیه به‌طور یکصدا در حزب او و همکاران گروه پارلمانی او مورد انتقاد قرار گرفت. ولی از سوی برخی در حزب آلترناتیو برای آلمان مورد تحسین قرار گرفت.

## کتاب‌ها
- Kapitalismus im Koma: Eine sozialistische Diagnose. ("سرمایه داری در کما: یک تشخیص سوسیالیستی") Edition Ost, Berlin 2003, شابک ‎۳-۳۶۰-۰۱۰۵۰-۷.
- Die Mythen der Modernisierer. ("افسانه‌های مدرن سازها.") Dingsda, Querfurt 2001, شابک ‎۳-۹۲۸۴۹۸-۸۴-۳.
- Kapital, Crash, Krise… Kein Ausweg in Sicht? Fragen an Sahra Wagenknecht. ("سرمایه، سقوط، بحران… راهی پیدا نیست؟ پرسش‌هایی از زارا واگنکنشت.") Pahl-Rugenstein, Bonn 1998, شابک ‎۳-۸۹۱۴۴-۲۵۰-۵.
- محدودیت‌های انتخاب: حفظ تصمیمات و نیازهای اولیه در کشورهای توسعه یافته. Campus, Frankfurt am Main 2013, شابک ‎۹۷۸-۳-۵۹۳-۳۹۹۱۶-۴. (همچنین پایان‌نامه در دانشگاه فناوری کمنیتس در ۲۰۱۲.)
- Kapitalismus, was tun? Schriften zur Krise. ("سرمایه داری، چه باید کرد؟ نوشته‌هایی دربارهٔ بحران .") Das Neue Berlin, Berlin 2013, شابک ‎۹۷۸-۳-۳۶۰-۰۲۱۵۹-۵.
- Freiheit statt Kapitalismus: Wie wir zu mehr Arbeit, Innovation und Gerechtigkeit kommen. ("آزادی به جای سرمایه‌داری: چگونه به کار، نوآوری و آزادی بیشتر دست یابیم.") Eichborn, Berlin 2011, شابک ‎۹۷۸-۳-۸۲۱۸-۶۵۴۶-۱.
  - Freiheit statt Kapitalismus: Über vergessene Ideale, die Eurokrise und unsere Zukunft. ("آزادی به جای سرمایه‌داری: دربارهٔ ایده‌آل‌های فراموش شده، بحران یورو و آینده ما.") 2nd expanded edition, Campus, Frankfurt am Main ۲۰۱۲, شابک ‎۹۷۸−۳−۵۹۳−۳۹۷۳۱−۳; ungekürzte Taschenbuchausgabe: dtv, München 2013, شابک ‎۹۷۸-۳-۴۲۳-۳۴۷۸۳-۹.
- Wahnsinn mit Methode: Finanzkrise und Weltwirtschaft. ("دیوانگی روشی: بحران مالی و اقتصاد جهانی.") Das Neue Berlin, Berlin 2008, شابک ‎۹۷۸-۳-۳۶۰-۰۱۹۵۶-۱.
- Reichtum ohne Gier. Wie wir uns vor dem Kapitalismus retten. (شکوفایی بدون حرص: چگونه خود را از سرمایه‌داری نجات دهیم).[۲۶]
- Die Selbstgerechten: Mein Gegenprogramm – für Gemeinsinn und Zusammenhalt [de]. ("بر حق: پاد شیوه من – برای روح عمومی و انسجام اجتماعی.") Campus-Verlag [de], Frankfurt am Main 2021, شابک ‎۹۷۸-۳-۵۹۳-۵۱۳۹۰-۴.